# Synagoga Cmentarna we Lwowie
Synagoga Cmentarna we Lwowie – synagoga znajdująca się we Lwowie przy ulicy Janowskiej, bezpośrednio na terenie nowego cmentarza żydowskiego.
Synagoga została zbudowana w 1856 roku z inicjatywy i fundacji kupca żydowskiego Efraima Wixla. Podczas II wojny światowej, po wkroczeniu wojsk niemieckich do Lwowa w 1941 roku, synagoga została zdewastowana.